# Катерина Александрійська
Катерина Александрійська (287, Александрія — 305, Александрія) — християнська свята, великомучениця, дочка знатного правителя міста Александрії. Прообразом святої Катерини була Гіпатія.

## Життєпис
Краса, вченість, слава, багатство манили до неї багатьох залицяльників, але праведна, вона прагнула пошуків Істини буття світу. Знайти її для праведниці допоміг святий муж-відлюдник, до якого Катерину відвела мати, будучи таємною християнкою. Він розповів, що є Небесний Жених — Христос, до якого повинна полум'яніти душа, що шукає Істини і відкидає всі примари світу цього тимчасового. На прощання старець вручив святій Катерині ікону Богоматері з Немовлям Христом. Усю ніч діва молилась перед цією іконою, але Богомладенець відвертав від неї свій Лик. Вона знову звернулась до старця і той порадив їй зберігати чистоту і охрестив святу. Після хрещення до неї з'явилась Богоматір з Немовлям, Яке благістно поглянуло на Катерину і простягнуло їй перстень в ознаменування духовних заручин. У ці дні в Александрії відбувалися бурхливі язичницькі гульбища, на які прибув сам імператор Максиміан. У жертву язичницьким богам приносили не тільки тварин, але й сповідників християнства.
Свята Катерина, користуючись своїм знатним походженням, звернулась до імператора, заступаючись за них. Щоб переконати знатну римлянку та інших християн, імператор наказав скликати п'ятдесят найдосвідченіших мужів імперії. Свята відвертістю своїх переконань і доказів навернула їх у християнство. Всі вчені за наказом імператора були вкинуті у вогнище. Сама ж свята Катерина була піддана страшним мукам — колесування. Коли вона спокійно підійшла до знаряддя страти, ангел розбив його на друзки. Тоді Катерина, підійшовши до місця страти, з глибокою вірою в Бога, сама поклала голову під меч ката, молячись за всіх людей:
«Господи Ісусе Христе, Боже мій! Дякую Тобі за те, що Ти поставив на камені терпіння ноги мої і направив стопи мої… Поглянь з висоти Твоєї, Господи, і на цих людей, що тут стоять, і настанови їх світлом Твого пізнання; і прохання тих, хто буде призивати ім'я Твоє святеє через мене, сповни на користь, щоб усіма оспівувалась велич Твоя на віки».
Із рани її замість крові витекло молоко. 

## Перекази

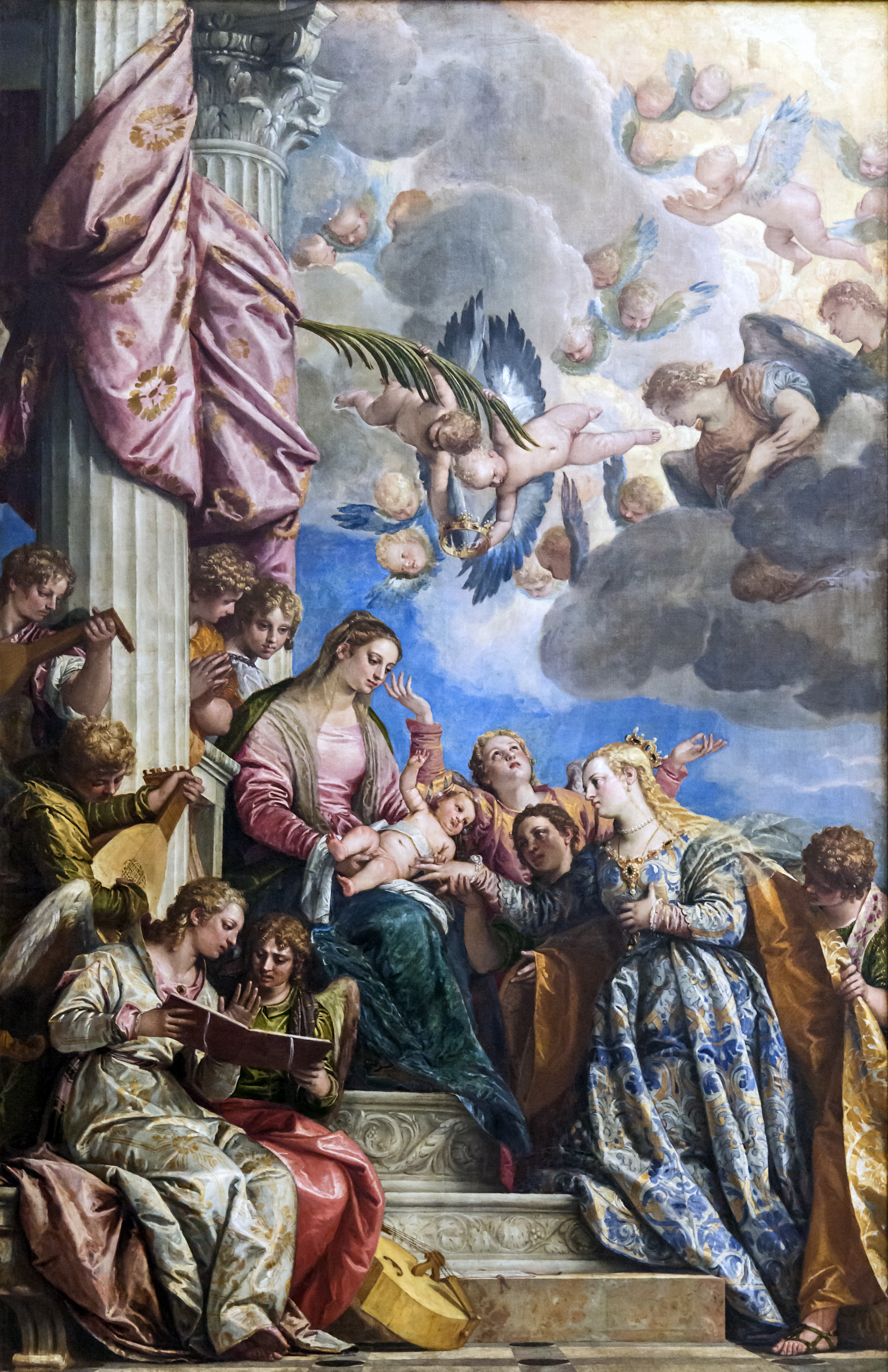
Паоло Веронезе, «Містичне заручення святої Катерини», бл. 1575. Галерея Академії, Венеція

Мала 17 років від роду. Була дуже вродлива, високоосвічена і багата. У 304 році вона прийняла християнську віру і відтоді проповідувала Ісуса Христа. За наказом імператора Максиміана, який переслідував християн, була замучена за віру Христову. Після тривалих умовлянь відректися від Христа і перейти до язичників кати роздягли її і били воловими жилами дві години по плечах і животу.
Її дівоче тіло стало суцільною раною. Кров мучениці струменіла і обагрила землю. Її було кинуто до в'язниці, де Катерину тримали без їжі і води, та кати на цьому не вгамувалися. Вони вдалися до нових тортур — поклали дівчину поміж чотирьох коліс з гострими зубцями і, обертаючи колеса два праворуч, два ліворуч, почали шматувати її тіло. Та ось Ангел Господній зійшов з неба і зробив так, що великомучениця лишилась цілою і неушкодженою, а колеса розлетілись на друзки. Тоді кати відрубали їй голову мечем.
Великі страждання св. Катерини навернули багатьох язичників до віри Христової. Серед них — царицю Августіну, дружину Максиміана, Порфирія Стратилата і 200 воїнів, котрі спостерігали її страшні муки.
Місце страти великомучениці Катерини і сьогодні показують в Александрії туристам. Жителі Александрії, які вірили в розп'ятого Господа, встановили мармурову колону, на якій висікли голову св. Великомучениці. Ця колона й зараз стоїть у храмі св. Сави.
Як свідчать перекази, св. мощі великомучениці були далеко на Синайській горі. У піснях співається: радуйся, всеславна Великомученице Катерино: на горі бо Синайській, де бачив Мойсей терновий кущ неспалимий, Сам Христос зберігає чесне тіло твоє нетлінним аж до другого пришестя Свого.
На високу гору Синай ці мощі могли покласти тільки Ангели. У храмі на горі Синай знаходяться мощі голови і лівої руки св. Катерини. Невелика мармурова рака стоїть у храмі праворуч престолу. Святую голову нареченої Христової покриває нині золотий вінець, а рука її прикрашена коштовними перснями.
У IX ст. Феофан Нікейський і невідомий монах Вавіль написали багато пісень на честь великомучениці Катерини, які і сьогодні співаються православною церквою в день її пам'яті.
Церква в день пам'яті Великомучениці говорить: «Радуйся ти, бо, посоромивши зухвальство заблудлих красномовців, несвідомістю сповнених, до віри істинної направила; радуйся, бо тіло твоє на муки великі віддавши за любов до Бога, ти, як діва непохитна, не подолана була; радуйся, бо в нагороду за муки небесних осель сподобилася ти й славою вічною втішаєшся. В надії на неї, Великомученице, подвигом твоїм і нас, твоїх співців, стверди».

## Пам'ять
Мощі святої Катерини спочивають в монастирі її імені на горі Синай в Єгипті. Сьогодні монастир це великий духовний центр, в якому знаходиться стародавній архів і велика бібліотека стародруків та церковних раритетів. Вважається, що Свята Катерина є покровителькою вчителів, освічених людей та науковців.
Пам'ять святої великомучениці шанується в православному світі. На честь святої Катерини будуються храми, багато монастирів називають її іменем.

## День великомучениці Катерини в Україні
Свято шанували великомученицю і в Київській Русі-Україні. Так відомо, що благовірним великим князем Ярославом Мудрим поруч із двома відомими храмами збудованими після святої Софії — Георгієвським та Ірининським — було зведено ще й храм святої Катерини на сучасній вул. Стрілецькій, який входив до Ярославового Київського Дитинця. На думку дослідника старовини археолога І. Іванцова, це була та сама Катерининська церква, руїни якої посол німецького імператора Еріх Лясота бачив у 1594 році біля Софії. Ймовірно, що її збудували візантійсько-грецькі майстри, які принесли в столицю Руси-України традицію пошанування святої Катерини.
Велика колонія грецьких купців постійно була у Києві. Особливо це стало помітним у XVII столітті. У 1738 році, незважаючи на спротив Магістрату, грецька громада збудувала поруч із Магістерською площею на землі, що належала грецькому купцеві Астаматісові Стіматі, дерев'яну каплицю.
У 1739–1741 замість каплиці збудували цегляну церкву, а років через сім при ній заснували грецький монастир святої Катерини. Спочатку церква цього монастиря мала типово українські риси, була тричасна, з трьома верхами. Наприкінці XIX століття її перебудовано так, що лишився лише один центральний верх барокової будівлі. Всередині грецька церква мала дуже гарний іконостас у стилі рококо. На початку 1920-х, коли монастир було закрито, його великі будівлі використовувалися як виставочні зали для показу продуктів промисловості УРСР. У 1929 році церкву грецького монастиря було розібрано, бо її баня почала давати тріщини.
Ще значно раніше до появи окремого монастиря на честь святої великомучениці Катерини в Свято-Михайлівському Золотоверхому монастирі до головного його храму коштом Петра I та імператриці Катерини з півдня прибудували симетричній до бічного вівтаря святої великомучениці Варвари бічний вівтар святої великомучениці Катерини. При цьому між давнім собором архистратига Михаїла та бічними вівтарями було прорізано широкі арки. Догляд за цими роботами цар доручив надісланому з Москви князю Олексію Черкаському, який доклав чимало і своїх коштів. Дружина князя пожертвувала до Катерининського бічного вівтаря багату ризницю, чимало грошей надала також і їхня дочка Варвара. За монастирським переказом, Петро І заснував Катерининський бічний вівтар у пам'ять про своє, разом з армією, врятування під час невдалого Прутського походу 1711 року.
З відновлення Свято-Михайлівського Золотоверхого собору було відроджено і два його бічних вівтарі на честь святої Варвари і другий на честь святої великомучениці Катерини, які були окремо освяченні у грудні 2000 року.
Свята Катерина є покровителькою міста Одеса, де на честь святої названо площу в центрі міста. Там встановлено пам'ятну дошку.

## Патрон
- Латвія: Кулдига
- Португалія: Кальєта

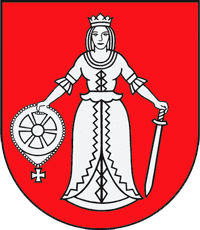
Кулдига